# Porta Castiglione
Porta Castiglione (pôrta ed Stra Castión in bolognese) è una delle 12 porte della terza cinta muraria di Bologna risalente al XIII secolo.

## Storia
Porta Castiglione sorge all'incrocio fra la via omonima ed i viali di circonvallazione; costruita nel 1250, è interamente realizzata in laterizio. 
Accanto alla porta entrava in città il canale di Savena, che forniva l'energia idraulica in città.
Fu disattivata e poi riattivata più volte nel corso dei secoli. È stata rimaneggiata fra il 1378, anno in cui perse il dongione, ed il 1403. Ha poi subito un pesante restauro nel 1850, che ha contribuito, assieme allo smantellamento delle mura avvenuto all'inizio del Novecento, a darle l'aspetto attuale. 
Porta Castiglione, come le altre porte della terza cinta, è stata soggetta ad importanti lavori di restauro fra il 2007 e il 2009.